# Спорнов, Сергей Анатольевич
Сергей Анатольевич Спорнов родился (25 августа 1966 года, в селе Новопервомайское Татарского района Новосибирской области, СССР) - израильский хоккеист, нападающий.

## Биография
Сергея на хоккей привёл его старший брат Александр. В детские годы он участвовал в турнирах «Золотая шайба». В 1983 году играл за команду своей школы, которая представляла татарский район на межрайонном турнире Новосибирской области «Юность». Команда, в которой играл Сергей Спорнов, заняла второе место, а Сергей был одним из лучших бомбардиров, а в чемпионате Новосибирской области команда Сергея заняла первое место. Интересно, что он играл в команде вместе со своим братом.
После школы Сергей переехал в Омск, где поступил в Омский государственный технический университет, который закончил в 1988 году. Работал, но не забывал о хоккее, играя за любительские команды. В 1997 году он с семьёй переехал в Израиль и поселился в Хайфе. Там он познакомился с израильским хоккеем и с 2010 года начал играть за команду Хокс Хайфа в Израильской хоккейной лиге. 
Тренером команды был Борис Амромин (многократный чемпион Израиля, вратарь и игрок сборной страны).
В сезоне 2011/2012 «Хокс» проиграл команде Монфорт из Маалота матч за 3-е место. В сезонах 2016/2017 и 2017/2018 Сергей играл за команду «Монфорт» его команда доходила до четверть финала. Затем он вернулся в Хокс Хайфа в которой играл до 2022 года. В 2022 году, после изменений произошедших в израильском хоккее, команда Хокс Хайфа прекратила своё участие в чемпионате Израиля, а из её хоккеистов была образована команда Хаммерс, которая вошла в дивизион (Мастерс) и за которую продолжил выступать Сергей Спорнов. В сезоне 2022/2023 Хаммерс победил в регулярном чемпионате, но в финале плей-офф проиграл команде Легион Ришон, а в 2024 году обыграл в финале хоккеистов из Ришон ле Циона и стал победителем лиги Мастерс. Сергей Спорнов стал лучшим игроком турнира 2023 и 2024.

### Личные

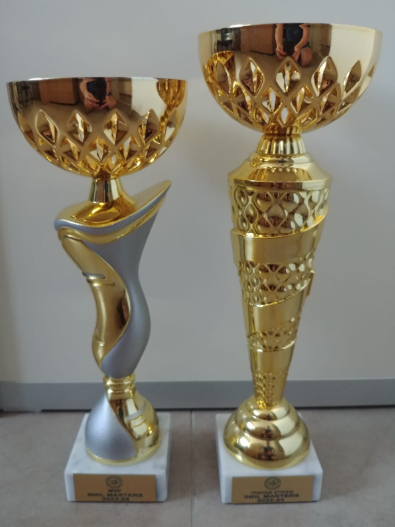
Кубки MVP. Сезоны 2023, 2024

## Статистика
| Легенда | Легенда                    | Легенда | Легенда                   | Легенда | Легенда    |
| ------- | -------------------------- | ------- | ------------------------- | ------- | ---------- |
| И       | Количество проведённых игр | Штр     | Штрафное время            | +/−     | Плюс-минус |
| Г       | Голы                       | П       | Голевые передачи          | О       | Очки       |
| -       | Статистика неизвестна      | —       | Статистика не учитывалась |         |            |

## Достижения
| Год  | Команда | Достижение                                | Достижение |
| ---- | ------- | ----------------------------------------- | ---------- |
| 2024 | Хаммерс | Чемпион Израиля в дивизионе (Masters) (1) |            |

| Год        | Команда | Достижение                             | Достижение |
| ---------- | ------- | -------------------------------------- | ---------- |
| 2023, 2024 | Хаммерс | Лучший игрок в дивизионе (Masters) (2) |            |